# فحص وتحليل البيليروبين
البيليروبين صبغة كميائية يتم إنتاجها في الكبد، الطحال.
أما تحليل البيليروبين فهو تحليل تتمّ فيه عمليّة اختبار الكميّة العامّة من البليروبين المباشرة أو غير المباشرة في الدم؛ حيث إنّ البيليروبين هو ناتج عن تحلّل الهيموجلوبين، وهو البروتين في الدم الذي يكسبه اللون الأحمر، فبعد تقدّم خلايا الدم الحمراء بالعمر تتكسّر هذه الخلايا وتأكلها الخلايا البالعة، وبعد ذلك ينقسم بروتين الهيموجلوبين ويصبح: «هيم» و «جلوبين». وجزيء «الهيم» يتحوّل إلى بيليروبين ثمّ ينقل إلى الكبد ويفرز عن طريق الكبد من خلال سائل المرارة، ومعظم كميّات البيليروبين ترتبط بمادة «غلوكورونيد» (Glucuronide)، ويتم ذلك قبل أن يفرز من المرارة، والبيليروبين غير المباشر هو الّذي لا يتّصل «بالغلوكورونيد»، أمّا البيليروبين المباشر فهو الّذي يكون متصلاً بمادة «غلوكورونيد»، وبعد ذلك ينقل البيليروبين إلى المرارة، ثم تتحوّل من خلال الجراثيم إلى اليوروبلين، وتعطي البراز اللون البني، وجزءاً بسيطاً يفرز من خلال البول ويتحوّل إلى يوروبيلينوجين (Urobilinogen). وفائض البيليروبين يترسّب في عدّة مناطق مثل العين والجلد، والأغشية المخاطيّة، وذلك يسبّب اليرقان حيث إنّ مرض اليرقان يصبح ظاهراً عندما يصل البيليروبين في الدم إلى أكثر من (2.5) مليجرام لكلّ مائة مليلتر؛ حيث إنّ ارتفاع نسبة البيلبيوبين المباشر يؤدّي إلى اغمقاق لون البول واّلذي يتمّ فرزه عبر البول ويؤدّي الارتفاع في نسبة البيليروبين في مصل الدم بعد مرض انسداد المرارة إلى إفرز براز أبيض وعديم اللون؛ حيث إنّ البيليروبين لا يصل إلى الأمعاء، وفي بعض الأوقات يكون اليرقان مصاحباً لحكّة، وذلك لا يكون صحيّاً وسليماً، ففي حالة وجود اليرقان لا بدّ من مراجعة الطبيب.

## أنواع البيليروبين
ويقسم إلى نوعين حسب وجوده في جسم الإنسان إلى المرتبط والحر
البيليروبين المباشر (المرتبط) والذي يُطرح بشكل أساسي في الأمعاء.
البيليروبين غير المباشر (الحر) والذي ينتقل مع الدورة الدموية.
وُيعد البيلروبين أحد أهم المؤشرات لحصول اعتلال إذا ارتفعت نسبتة عن معدلها الطبيعي، فعندما يُصاب المريض باليرقان الانسدادي فإن كمية البيليروبين المباشر ترتفع في الدم وتتم تصفيتها وطرحها عن طريق الكلية (لذلك يشاهد أيضاً ارتفاع البيليروبين في البول).

## النسبة الطبيعية للبيليروبين
تتراوح نسبة البيلروبين في الدم بين 0-0.3 ملغرام / ديسيليتر.

## لماذا نقوم بتحليل البيليروبين
يوصي الطبيب بإجراء اختبار البيليروبين في الدم إذا كان يشتبه سبيل المثال في:
اضطرابات الكبد: الظروف التي تؤثر على الكبد (التهاب الكبد هي الأكثر
شيوع) و / أو اضطراب في القنوات الصفراوية.
متلازمات الدم الانحلالي: تتميز بالدمار غير طبيعي للخلايا الدم الحمراء
أو يرقان الأطفال حديثي الولادة.

## النتائج الطبيعية لتحليل البيليروبين
كمية البيليروبين الكلية في الدم عادة تتراوح بين 0.3 و 1.9 ملغ / دل (ملليغرام لكل ديسيلتر.
إذا كان مستوى البيليروبين عالية، ويسمى فرط بيليروبين الدم.
ويمكن أن يكون:
- فقر الدم الانحلالي: انحلال الدم، المخدرات، طفيلية، الخ
- متلازمة جيلبرت (شذوذ وراثي في استقلاب البيليروبين)
- اليرقان عند الوليد
- متلازمة كريغلر (اضطراب وراثي في استقلاب البيليروبين)
- الحصوة
- نيوبلسا (السرطان)
- التهاب البنكرياس
- التهاب الكبد السامة، والتهاب الكبد الكحولية والتهاب الكبد الفيروسي
- تليف الكبد

## اليرقان
وفي حال اليرقان لا بد من اختبار ارتفاع البيليروبين المباشر وغير المباشر، ففي حال كان البيليروبين غير المباشر مرتفعاً يدلّ على وجود مشكلة في الكبد؛ حيث يدلّ ذلك على أنّ الكبد لا تقدر على ربط بمادّة «الغلوكورونيد»، ومثال ذلك أنّه عندما يأخذ المريض جرعةً من الدم وغير مناسبة ويكون الكبد قد غمر بالبيليروبين وتصل نسبةٌ منه إلى الدورة الدموية قبل أن يرتبط بالغليكورونيد، وارتفاع البيليروبين المباشر يدلّ ذلك على خلل في إفراز البيليروبين الّذي يتّصل خلال المرارة. ويتمّ تجهيز المريض لإجراء التّحليل من خلال صيام المريض قبل أخذ العيّنة بـ (4) ساعات؛ حيث تُؤخذ (5) مليلتر في أنبوب خاص، وتُرسل هذه العينة إلى المختبر بأسرع وقت لأنّ البيليروبين يعتبر حساساً للإضاءة ممّا قد يؤثّر على نتيجة الاختبار.